# Iván Nagy

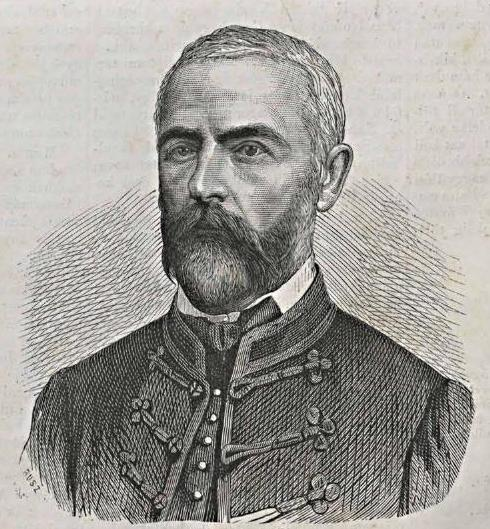
Iván Nagy

Iván Nagy, född 18 juni 1824 i Balassagyarmat, död 26 oktober 1898 i Horpács, var en ungersk historiker.
Nagy utgav (på ungerska) det banbrytande genealogiska arbetet "Ungerns familjer med vapen och genealogiska tabeller" (13 band, 1857-67) samt flera urkundssamlingar och smärre historiska avhandlingar. Till hans ära fick en 1899 uppsatt heraldisk-genealogisk tidskrift namnet "Nagy Iván". 